# 离子注入

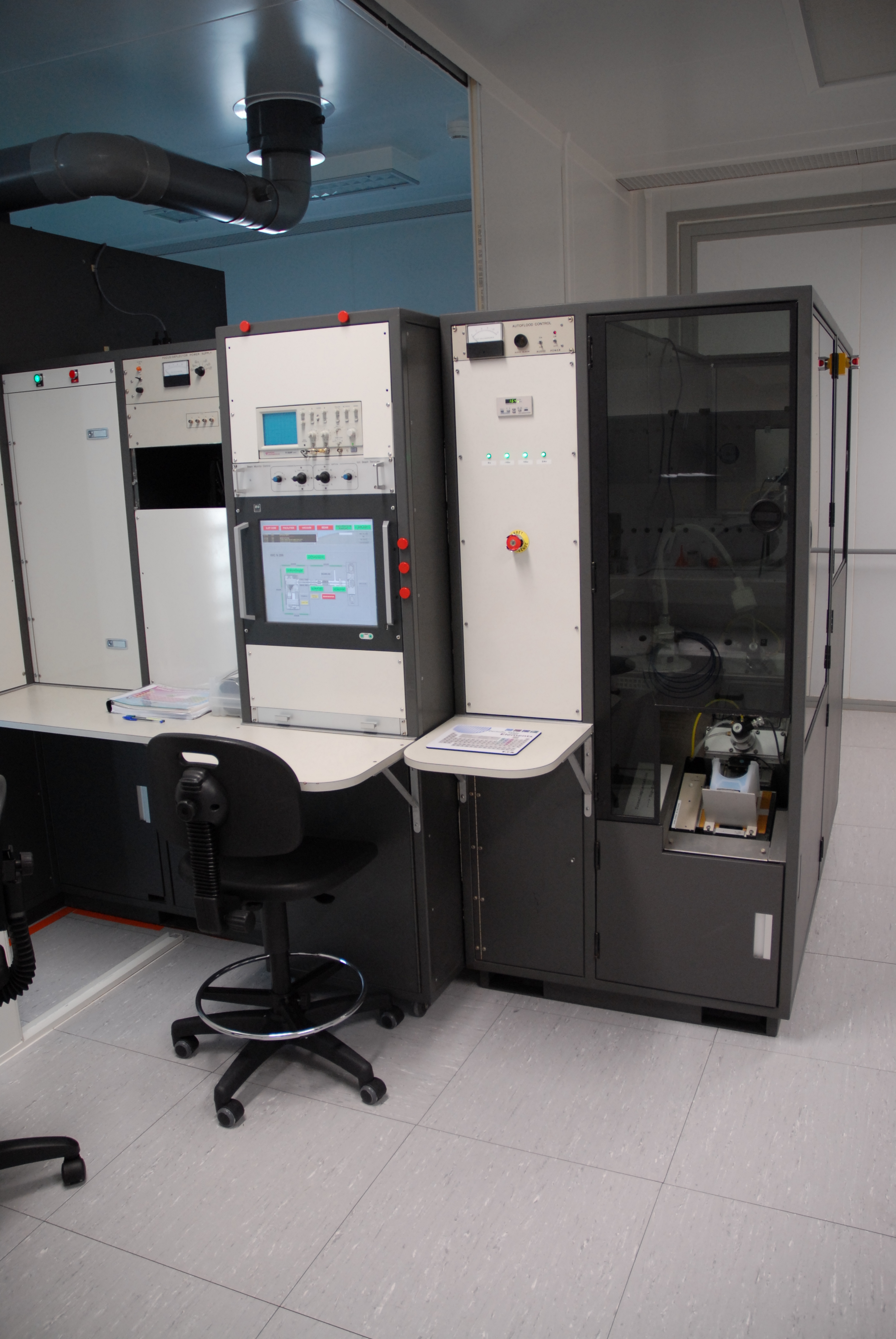
法国图卢兹LAAS技术设施中的一台离子注入系统

離子佈植是一种低温工艺，通过该工艺，可將特定离子在電場裡加速，然后嵌入到另一固體靶材之中。如果注入离子在靶材内停留不逸出，就会改变靶材的元素成分。使用這個技术可以改變固體材料的物理、化學或电学性質，现在已经广泛应用于半導體器件製造和某些材料科学研究。離子注入带有能量的碰撞级联可能损伤甚至破坏靶材的晶体结构，当离子能量足够高（数十兆电子伏特）时，还可能導致核嬗变。

## 原理

带有质量分离器的离子注入装置示意图

离子注入设备通常由一个离子源（用于产生所需离子种类）、一个粒子加速器（通过静电或射频方式将离子加速至高能）、以及一个靶材室组成，离子在此轰击被注入物质。因此，离子注入是粒子輻射的一种特殊形式。每个离子通常为单个原子或分子，注入量等于离子电流随时间的累积，称为剂量。由于注入电流一般较小（微安级），因此在合理时间内可注入的剂量也较少，故离子注入多用于需要微量化学修饰的场合。
典型离子的能量范围为10-500 keV（1600-80000 aJ）。1-10 keV（160-1600 aJ）的低能注入可用，但仅能渗透数纳米或更浅；能量更低则对靶材损伤极小，称为离子束沉积。高能注入器（如可达5 MeV的加速器）也很常见，但会对靶材造成严重结构损伤，且由于布拉格尖峰分布宽，任一点的成分改变均有限。
离子能量、离子种类及靶材成分共同决定其在固体中的注入深度：单能离子束通常具有较宽的深度分布，其平均渗透深度称为离子射程。一般离子射程介于10  nm至1 μm之间，因此离子注入特别适合表面改性。离子在固体中逐渐损失能量，既有与靶原子的偶发碰撞（造成瞬时能量转移），也有电子轨道重叠产生的连续能量阻碍，这一能量损失过程称为阻止功率，可用二元碰撞近似方法模拟。
根据加速器系统性能，离子注入可分为中电流（10 μA至约2 mA）、高电流（最高约30 mA）、高能（能量200 keV至10 MeV）及超高剂量（注入剂量大于1016 ions/cm2）四种类型。
所有离子注入束线设计都包含若干功能单元。第一段为离子源，用于产生所需离子，并通过偏置电极提取入束线，随后常配合某种离子种类选择装置，将特定离子输送至主加速区。

### 离子源
离子源通常由高熔点材料制成，如钨、掺铈钨（氧化镧钨）、钼和钽。氧化镧可延长离子源寿命。源内常在两根钨电极（反射极）间产生等离子体，气体通常含有欲注入离子的氟或氢，例如三氟化硼、二氟化硼、四氟化锗或四氟化硅。可使用砷化氢气体或磷化氢气体提供砷或磷离子。离子源还配有间接加热阴极；阴极亦可兼作反射极，从而省去独立反射极；亦有直接加热阴极设计。
含氧气体（氧化物）可用于提供注入离子的气体，例如用于注入碳的二氧化碳。氢气或混有氙、氪、氩的氢气可加入等离子体中，以延缓钨部件因卤素循环而退化。 氢气可来自高压钢瓶，也可由电解制氢装置产生。离子源两端的排斥极不断将原子从一端移向另一端，类似两面相对的镜子不断反射光线。
离子通过离子源外的提取电极，经源体狭缝状小孔被提取出来，然后离子束通过分析磁体以筛选将要注入的离子，再通过一至两个线性加速器（linac）加速后，离子在工艺室到达晶圆前完成能量提升。在中电流注入器中，工艺室前还设有中性离子捕捉装置，以去除离子束中的中性粒子。
某些掺杂剂如铝常不是以气体形式提供给离子源，而是以基于氯或碘的固态化合物形式在附近坩埚中汽化，例如碘化铝或氯化铝；也可在离子源内使用氧化铝或氮化鋁固体溅射靶。注入锑通常需在离子源上连接雾化器，将三氟化锑、三氧化二锑或固体锑在坩埚中汽化，并通过载气将蒸气输送至邻近离子源；也可采用含氟气体（如六氟化锑）或从液态五氟化锑汽化的方式注入。镓、硒和铟常由固体源注入，如用二氧化硒注入硒，也可由硒化氢注入。坩埚寿命通常为60-100小时，使得注入器在20-30分钟内无法更换工艺配方或参数。离子源寿命通常约为300小时。

“质量”选择（类似于质谱仪）通常伴随让提取出的离子束通过受阻通道或“狭缝”限制的磁场区域，仅允许具有特定质量与速度/电荷乘积的离子继续前行。若靶面大于离子束直径且需获得均匀植入剂量，则通过束扫描与晶圆运动相结合来实现。最后，将植入表面与某种累积离子电荷的收集方法耦合，以连续测量输出剂量，并在达到预定剂量时停止注入过程。

## 外部連結
- 李佳翰. . 科技網. 2015-05-07  [2023-12-25]. （原始内容存档于2023-12-26） （中文）.
- (PDF). 國立台灣大學化學工程學系能源材料實驗室.   [2023-12-25]. （原始内容 (PDF)存档于2016-05-27） （中文（臺灣））.